# Poemys melanotis
Poemys melanotis is een zoogdier uit de familie van de Nesomyidae. De wetenschappelijke naam van de soort werd voor het eerst geldig gepubliceerd door Andrew Smith in 1834.